# Stokkemarke Sogn
Stokkemarke Sogn er et sogn i Maribo Domprovsti (Lolland-Falsters Stift).
I 1800-tallet var Stokkemarke et selvstændigt pastorat. Det hørte til Lollands Sønder Herred i Maribo Amt. Stokkemarke sognekommune blev ved kommunalreformen i 1970 indlemmet i Maribo Kommune, der ved strukturreformen i 2007 indgik i Lolland Kommune. I juli 2022 blev der målt 35,9 grader i Abed, hvilket blandt de højeste temperaturer nogensinde målt i Danmark.
I Stokkemarke Sogn ligger Stokkemarke Kirke.
I sognet findes følgende autoriserede stednavne:
- Abed (bebyggelse, ejerlav)
- Blans (bebyggelse, ejerlav)
- Blans Hoved (areal)
- Brandsmose (bebyggelse)
- Broerne (bebyggelse)
- Gallemose (bebyggelse)
- Keldernæs (bebyggelse, ejerlav)
- Keldernæsskov (bebyggelse)
- Keldervig (areal)
- Knuthenlund (ejerlav, landbrugsejendom)
- Koblet (bebyggelse)
- Lindholm (areal)
- Lundejorden (bebyggelse)
- Løjet (bebyggelse, ejerlav)
- Nissemose Huse (bebyggelse)
- Saltvig (bebyggelse, ejerlav)
- Skifterne (areal)
- Stensgård (bebyggelse, ejerlav)
- Stokkemarke (bebyggelse, ejerlav)
- Stokkemarke Skovhuse (bebyggelse, ejerlav)
- Tjennemarke (bebyggelse, ejerlav)
- Ugleholt Skov (areal)